# Morfogen
Morfogen – substancja, która wpływa na przyszły los komórki oraz wywiera na niej różny skutek w zależności od swego stężenia. Stworzono tzw. model morfogenu, który zakłada, że informacja pozycyjna powstaje wzdłuż danej osi organizmu na skutek syntezy morfogenu przez jego źródło, którym może być np. inna komórka, które znajduje się na jednym z krańców osi. Dyfuzja morfogenu z tego miejsca prowadzi do wytworzenia się gradientu morfogenu – w zależności od odległości od źródła jego stężenie jest inne co ma także odmienny wpływ na komórki docelowe, które różnicują się w odmienny sposób. By wyzwolić określony wzór ekspresji stężenie morfogenu musi przekroczyć pewne stężenie progowe.
Dobrym przykładem na zilustrowanie tego typu oddziaływań w rozwoju organizmu jest rozwój larwalny Drosophila melanogaster. W zarodku Drosophila, który w początkowym stadium rozwoju stanowi duże syncytium białko Hunchback jest rozmieszczone gradientowo wzdłuż osi przednio-tylnej zarodka. Białko to jest czynnikiem transkrypcyjnym, który w zależności od swego stężenia aktywuje określone geny luki. W ogólności we wczesnym rozwoju tego owada czynniki transkrypcyjne często pełnią funkcje morfogenów, głównie dzięki temu, że w tym okresie rozwojowym możliwa jest ich swobodna dyfuzja w obszarze całego organizmu (brak obecności błon komórkowych oddzielających od siebie poszczególne jądra zarodka).
Innym przykładem na działalność morfogenów może być rozwój kończyny kręgowców, gdzie rolę morfogenu pełni białko sygnałowe Sonic hedgehog. Na skutek jego działania ekspresja genów zespołu HoxD układa się koncentrycznie w stosunku do tylnej strefy różnicującej co jest konieczne dla prawidłowego wykształcenia palców.
Różnicowanie komórek może też przebiegać na nieco innej drodze: mianowicie może być też związana z gradientem "antymorfogenu" tzn. sam morfogen posiada takie samo stężenie w określonym obszarze, ale jego aktywność może być modyfikowana poprzez gradient stężenia inhibitora tego morfogenu. Przykładami na ten typ oddziaływań jest działanie organizatorów rozwojowych u kręgowców, które wydzielają inhibitory dla białek z grupy BMP (bone morphogenetic proteins) i Wnt.

## MorfogenyDrosophila melanogaster
Wyróżnia się 4 grupy genów matecznych muszki Drosophila melanogaster odpowiedzialna za prawidłowy rozwój jej morfologiczny ciała:
- System odpowiedzialny za formowanie przodu ciała – morfogen bicoid odpowiedzialny za formowanie głowy i tułowia. Transkrybowany w komórkach wspomagających jaja, mRNA transportowany do niego przez mosty cytoplazmatyczne.

- System odpowiedzialny za formowanie tyłu ciała – morfogen nanos reguluje ekspresję genów pumilio i hunchback, odpowiedzialny za prawidłowe formowanie odwłoka. Transkrybowany w komórkach wspomagających jaja, mRNA transportowany do niego przez mosty cytoplazmatyczne.

- System odpowiedzialny za formowanie najbardziej wysuniętych końców ciała zarówno przedniego jak i tylnego – morfogen torso – sygnał, który inicjuje jego powstanie pochodzi z komórek pęcherzyka, a więc z matczynych komórek somatycznych.

- System odpowiedzialny za symetrię grzbieto-brzuszną – morfogen toll sygnał aktywujący receptor transmembranowy toll pochodzi z komórek pęcherzyka, a więc z matczynych komórek somatycznych. Uaktywniony jest od strony brzusznej i kontroluje lokalizację produktu genu dorsall.